# Pete Lalich
Peter Todd Lalich, detto Pete (Lorain, 23 giugno 1920 – Spring Hill, 1º febbraio 2008), è stato un cestista statunitense, professionista nella NBL e nella BAA.